# Степанки (Вінницький район)
Степа́нки — село в Україні, у  Погребищенській міській громаді Вінницького району Вінницької області. Населення становить 341 особу.

## Географія
Через село тече річка Смотриха, ліва притока Росі
В селі був побудований панський маєток ( між будинком культури та сільською столовою).

## Історія
Село засноване у XVIII столітті.  Дерев’яна церква св. Параскеви була побудована у 1734 р. з дубу, була вкрита соломою, у 1787 р. була побудована нова, за штатом відносилася до 7-го класу, землі мала 35 десятин // Похилевич. Сказания о населенных местностях Киевской губернии. - Біла Церква: Видавець Олександр Пшонківський, 2005. - с. 218
Під час Другої світової війни у другій половині липня 1941 року село було окуповане німецько-фашистськими військами. Червоною армією село було зайняте 1 січня 1944 року.
12 червня 2020 року, відповідно до розпорядження Кабінету Міністрів України № 707-р «Про визначення адміністративних центрів та затвердження територій територіальних громад Вінницької області», Черемошненська сільська рада об'єднана з Погребищенською міською громадою.
19 липня 2020 року, в результаті адміністративно-територіальної реформи та ліквідації Погребищенського району, село увійшло до складу Вінницького району.

## Населення
За даними перепису 2001 року кількість наявного населення села становила 342 осіб, із них 98,53 % зазначили рідною мову українську, 1,17 % — російську, 0,29 % — білоруську.
| Рік            | 1989 | 2001 |
| -------------- | ---- | ---- |
| Кількість осіб | 400  | 342  |

### Мова
Розподіл населення за рідною мовою за даними перепису 2001 року:
| Мова       | Відсоток |
| ---------- | -------- |
| українська | 98,53%   |
| російська  | 1,17%    |
| білоруська | 0,30%    |